# Липовецька міська територіальна громада
Липовецька міська територіальна громада — територіальна громада в Україні, в Вінницькому районі Вінницької області. Адміністративний центр — місто Липовець.
Площа громади — 1199,89 км², населення — 19,6 тисяч осіб (2025).
Утворена 12 червня 2020 року шляхом об'єднання Липовецької міської, Богданівської, Вербівської, Війтовецької, Зозівківської, Зозівської, Іваньківської, Лозуватської, Лукашівської, Нападівської, Попівської, Росошанської, Скитківської, Славнянської, Струтинської, Трощанської, Щасливської сільських рад Липовецького району та Очитківської сільської ради Оратівського району.

## Населені пункти
У складі громади 1 місто (Липовець) і 37 сіл:
- Берестівка
- Білозерівка
- Богданівка
- Вербівка
- Вернянка
- Війтівці
- Вікентіївка
- Ганнівка
- Гордіївка
- Зозів
- Зозівка
- Іваньки
- Королівка
- Ксаверівка
- Липовець
- Лозувата
- Лукашівка
- Люлинці
- Нападівка
- Нарцизівка
- Олександрівка
- Очитків
- Пилипенкове
- Підлісне
- Пісочин
- Попівка
- Росоша
- Скитка
- Славна
- Струтинка
- Теклинівка
- Троща
- Улянівка
- Хороша
- Щаслива
- Ясенецьке
- Ясенки